# Hunter (Tennessee)
Hunter es un lugar designado por el censo ubicado en el condado de Carter en el estado estadounidense de Tennessee. En el Censo de 2010 tenía una población de 1.854 habitantes y una densidad poblacional de 111,66 personas por km².

## Geografía
Hunter se encuentra ubicado en las coordenadas 36°23′26″N 82°9′1″O / 36.39056, -82.15028. Según la Oficina del Censo de los Estados Unidos, Hunter tiene una superficie total de 16.6 km², de la cual 16.54 km² corresponden a tierra firme y (0.39%) 0.06 km² es agua.

## Demografía
Según el censo de 2010, había 1.854 personas residiendo en Hunter. La densidad de población era de 111,66 hab./km². De los 1.854 habitantes, Hunter estaba compuesto por el 98.38% blancos, el 0% eran afroamericanos, el 0.05% eran amerindios, el 0.11% eran asiáticos, el 0% eran isleños del Pacífico, el 1.19% eran de otras razas y el 0.27% pertenecían a dos o más razas. Del total de la población el 1.51% eran hispanos o latinos de cualquier raza.